# Chivay
Chivay ist eine Stadt im Colca-Tal und die Hauptstadt der Provinz Caylloma in der Region Arequipa im Süden Perus. Die Stadt liegt auf einer Höhe von 3635 m am Oberlauf des Río Colca, der flussabwärts einen Canyon bildet, der sich mehr als 1000 Meter tief eingegraben hat. Chivay hat einen zentralen öffentlichen Platz und einen lebhaften Markt. Zehn Kilometer östlich von Chivay und 1500 Meter höher liegen die Obsidian-Felder von Chivay, aus deren Obsidian zum Beispiel mehr als 90 Prozent der Statuen um den Titicacasee herum gefertigt sind.
Drei Kilometer flussabwärts von Chivay befinden sich in der Schlucht des Río Colca gut erschlossene Thermalquellen, und am Nordrand der Stadt überquert eine steinerne „Inkabrücke“ den Fluss. Die Stadt ist eine beliebte Zwischenstation für Touristen, die von hier aus „Cruz de Condor“ besuchen, wo man den Flug des Condors beobachten kann, der sich von thermischen Aufwinden kilometerweit flussabwärts tragen lässt. Fünfzehn Kilometer nordwestlich von Chivay erhebt sich auf 5597 m Höhe das Massiv des Nevado Mismi, an dessen Nordwestflanke die Quelle des Amazonas zu finden ist.

## Weblinks

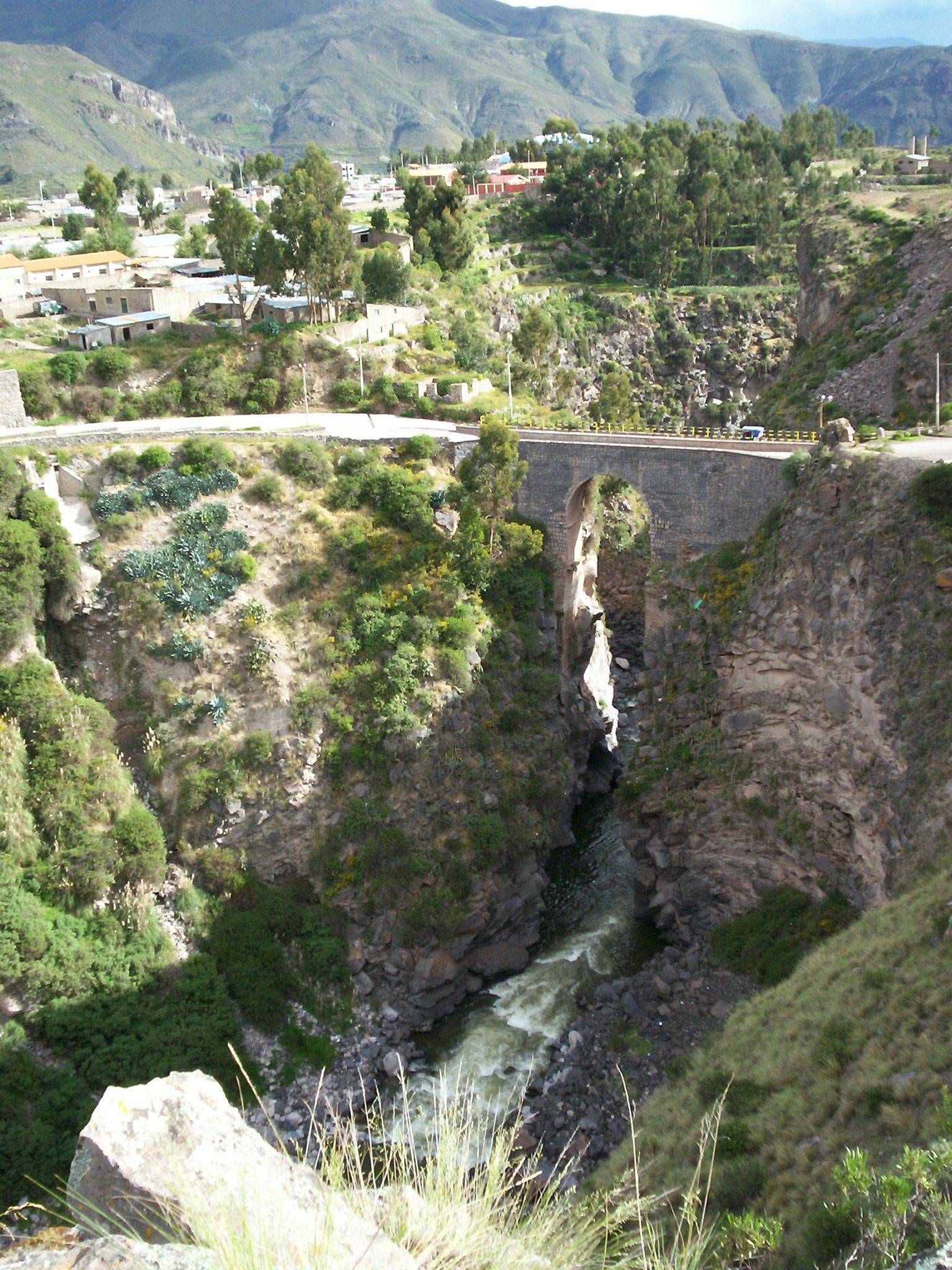
Brücke Puente Inca bei Chivay
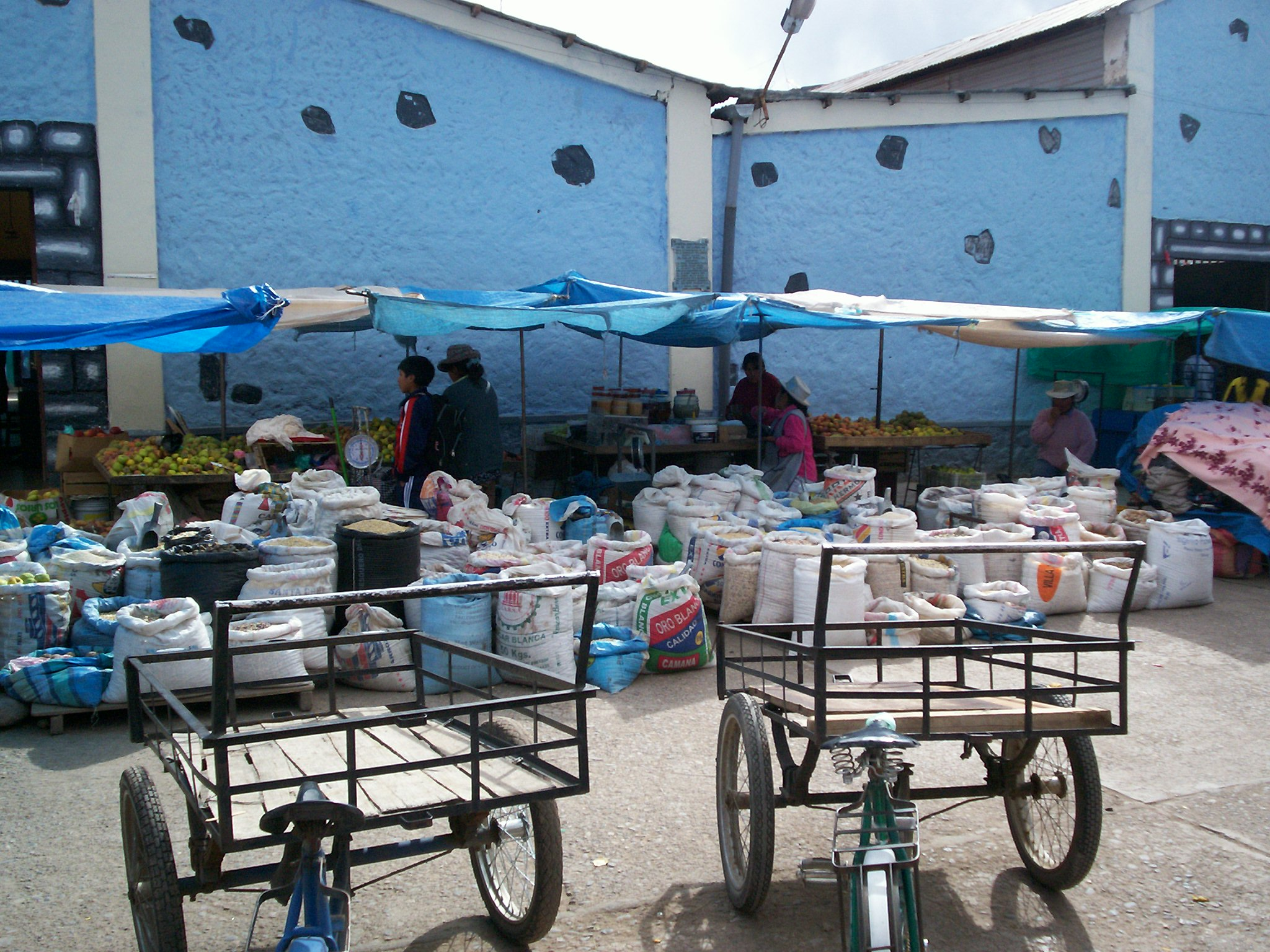
Markt von Chivay
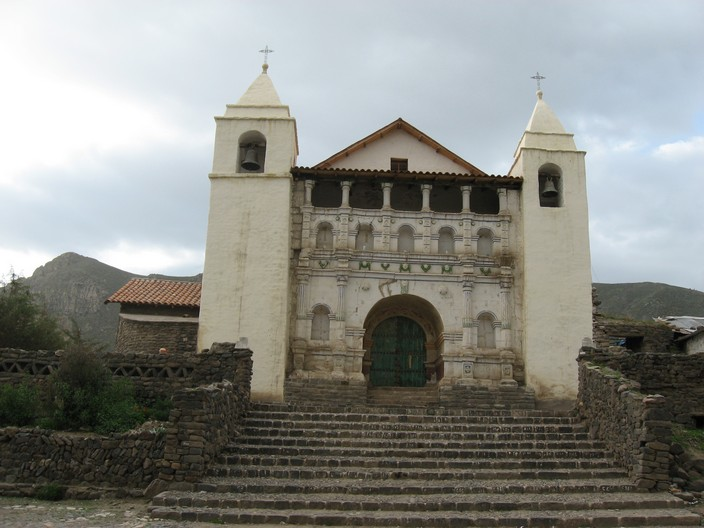
Temple Santiago Apostol de Caporaque, Chivay